# Calyptranthes albicans
Calyptranthes albicans är en myrtenväxtart som beskrevs av Attila L. Borhidi. Calyptranthes albicans ingår i släktet Calyptranthes och familjen myrtenväxter. Inga underarter finns listade i Catalogue of Life.